# Churchill Lake
Churchill Lake är en sjö i Kanada.   Den ligger i provinsen Saskatchewan, i den centrala delen av landet, 2 500 km väster om huvudstaden Ottawa. Churchill Lake ligger 415 meter över havet. Arean är 1 901 kvadratkilometer. Den sträcker sig 120,0 kilometer i nord-sydlig riktning, och 86,7 kilometer i öst-västlig riktning.
I omgivningarna runt Churchill Lake växer i huvudsak blandskog. Trakten runt Churchill Lake är nära nog obefolkad, med mindre än två invånare per kvadratkilometer.